# زلاتا فيليبوفيتش
زلاتا فيليبوفيتش (مواليد 3 ديسمبر 1980) is a كاتبة ومؤلفة من البوسنة.

## سيرتها الذاتية
زلاتا هي الابنة الوحيدة لمحامٍ وكيميائية. نشأت زلاتا في عائلة من الطبقة المتوسطة. كانت كطالبة تحصل على مرتبة الشرف، وكان طموحها أن تصبح صحفية. في الفترة من 1991 حتى 1993، كتبت مذكراتها بعنوان"Mimmy"، وكانت عن أهوال حصار ساراييفو خلال حرب البوسنة والهرسك، التي عاشتها.
تمكنت العائلة من الهرب إلى باريس عام 1993، ومكثوا فيها لمدة عام. التحقت بكلية سانت أندرو في دبلن (مدرسة عليا)، وتخرجت من جامعة أوكسفورد عام 2001 وحصلت على بكالوريوس في العلوم الإنسانية، عاشت في دبلن منذ أكتوبر 1995، حيث درست في كلية الثالوث.
واصلت زلاتا الكتابة، فكتبت مقدمة كتاب «مذكرات الكتّاب الأحرار» وشاركت في تحرير كتاب «أصوات مسروقة: مذكرات الشباب في الحروب، من الحرب العالمية الأولى حتى حرب العراق». كما شاركت في برنامج حواري فرنسي في 19 نوفمبر 2006. تعيش زلاتا حالياً في دبلن، وتعمل في حقل البرامج الوثائقية وإنتاج الأفلام

## أعمالها
| السنة | عنوان العمل                                                                                    | ملاحظات                                                                                      |
| ----- | ---------------------------------------------------------------------------------------------- | -------------------------------------------------------------------------------------------- |
| 1993  | مذكرات زلاتا                                                                                   |                                                                                              |
| 1999  | يوميات كتاب الحرية                                                                             | Foreword by Zlata Filipović                                                                  |
| 2004  | Milošević: The People's Tyrant                                                                 | Preface & translation by Zlata Filipović                                                     |
| 2006  | Stolen Voices: Young People's War Diaries, from World War I to Iraq                            | Co-edited by Zlata Filipović                                                                 |
| 2009  | From the Republic of Conscience: Stories Inspired by the Universal Declaration of Human Rights | Article 4, "Lost in Arizona" by Zlata Filipović                                              |
| 2010  | Even in Chaos: Education in Times of Emergency                                                 | Chapter six, "Hear Our Voices: Experiences of Conflict-Affected Children" by Zlata Filipović |

## النشاط
عام 2011، أنتجت فيلماً قصيراً بعنوان «أنهض» أو«قف» Stand Up!«لحملة» انهض«التي أطلقتها منظمة» بيلونغ تو BeLonG To وهي منظمة لخدمات الشباب المثليين في جزيرة أيرلندا ضد الخوف من المثليين في المدارس. شوهد هذا الفيلم أكثرمن 1.6 مليون مرة على موقع يوتيوب.
خدمت زلاتا في اللجنة التنفيذية في منظمة العفو الدولية في أيرلندا في الفترة 2007 -2013 وهي عضو مؤسس في «شبكة الشباب المتأثرين بالحرب». وقد تحدّثت على نطاق واسع في المدارس والجامعات في مختلف أرجاء العالم حول قضايا الأطفال في النزاعات. كما كانت عضواً في لجنة التحكيم لجائزة أدب الأطفال والناشئين لأجل التسامح التابعة لليونسكو. تلقّت جائزة «طفل الشجاعة» من مركز سيمون ويسينثال في لوس أنجلوس عام 1994.

## فيلموغرافيا
- 2010: Blood of the Irish (وثائقي)
- 2011: Hold on Tight (وثائقي)
- 2012: Three Men Go to War (وثائقي)
- 2012: Motion Sickness (فيلم قصير)
- 2013: Here Was Cuba (وثائقي)
- 2014: Somebody to love (وثائقي)
- 2015: OCD and Me [بحاجة لمصدر]
- 2015: The Wake [بحاجة لمصدر]
- 2015: The Farthest (وثائقي)

## وصلات خارجية
- زلاتا فيليبوفيتش على موقع IMDb (الإنجليزية)
- Interview with Zlata Filipovic, motherdaughterbookclub.com, February 2010; accessed 7 March 2016.
- Zlata Filipović interview on the Charlie Rose show  [لغات أخرى]‏, 7 March 1994
- Le Journal De Zlata from Zone Libre, radio-canada.ca, 19 December 2003. (بالفرنسية)